# Ordishia rutilus
Ordishia rutilus är en fjärilsart som beskrevs av Stoll 1782. Ordishia rutilus ingår i släktet Ordishia och familjen björnspinnare. Inga underarter finns listade i Catalogue of Life.

## Bildgalleri

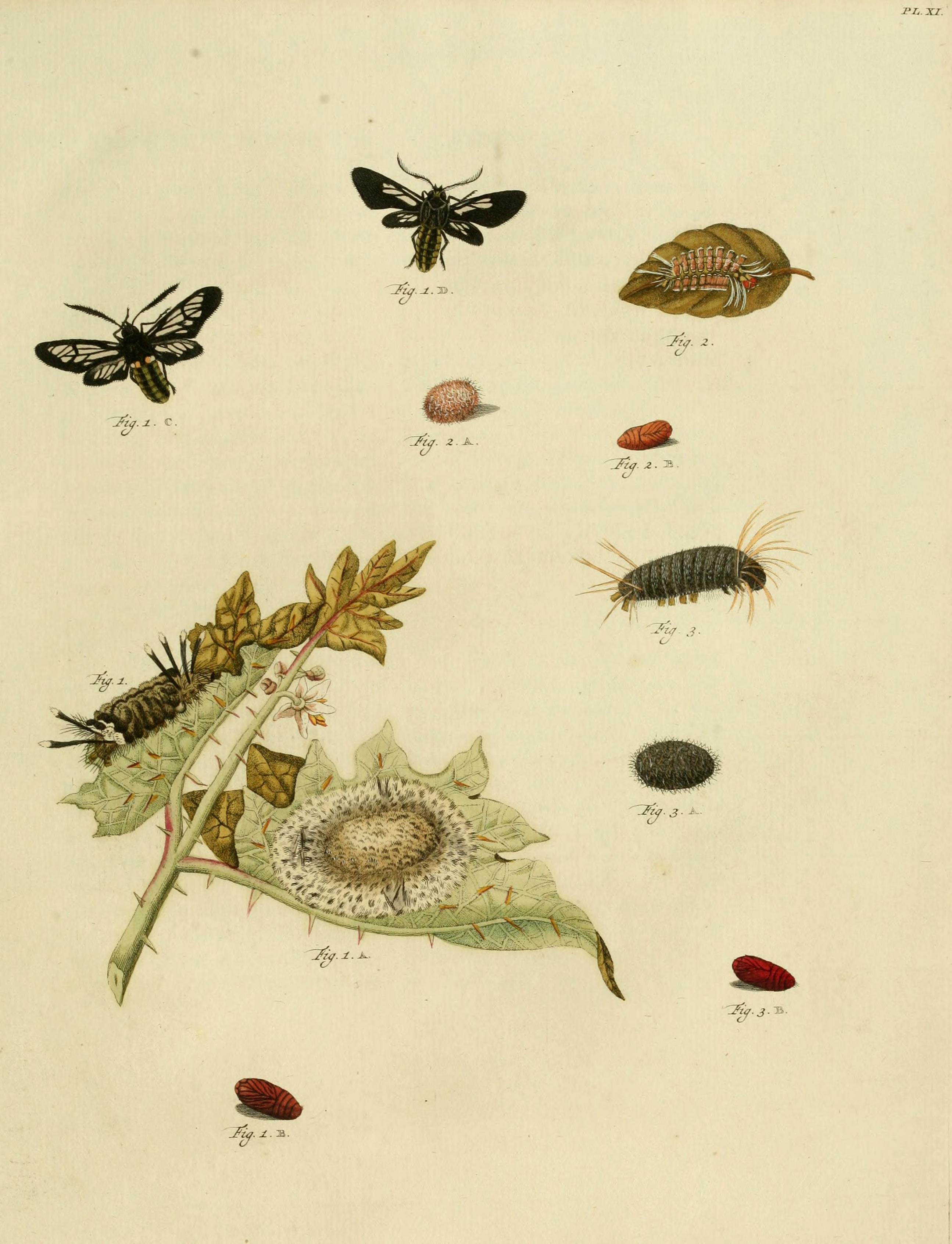
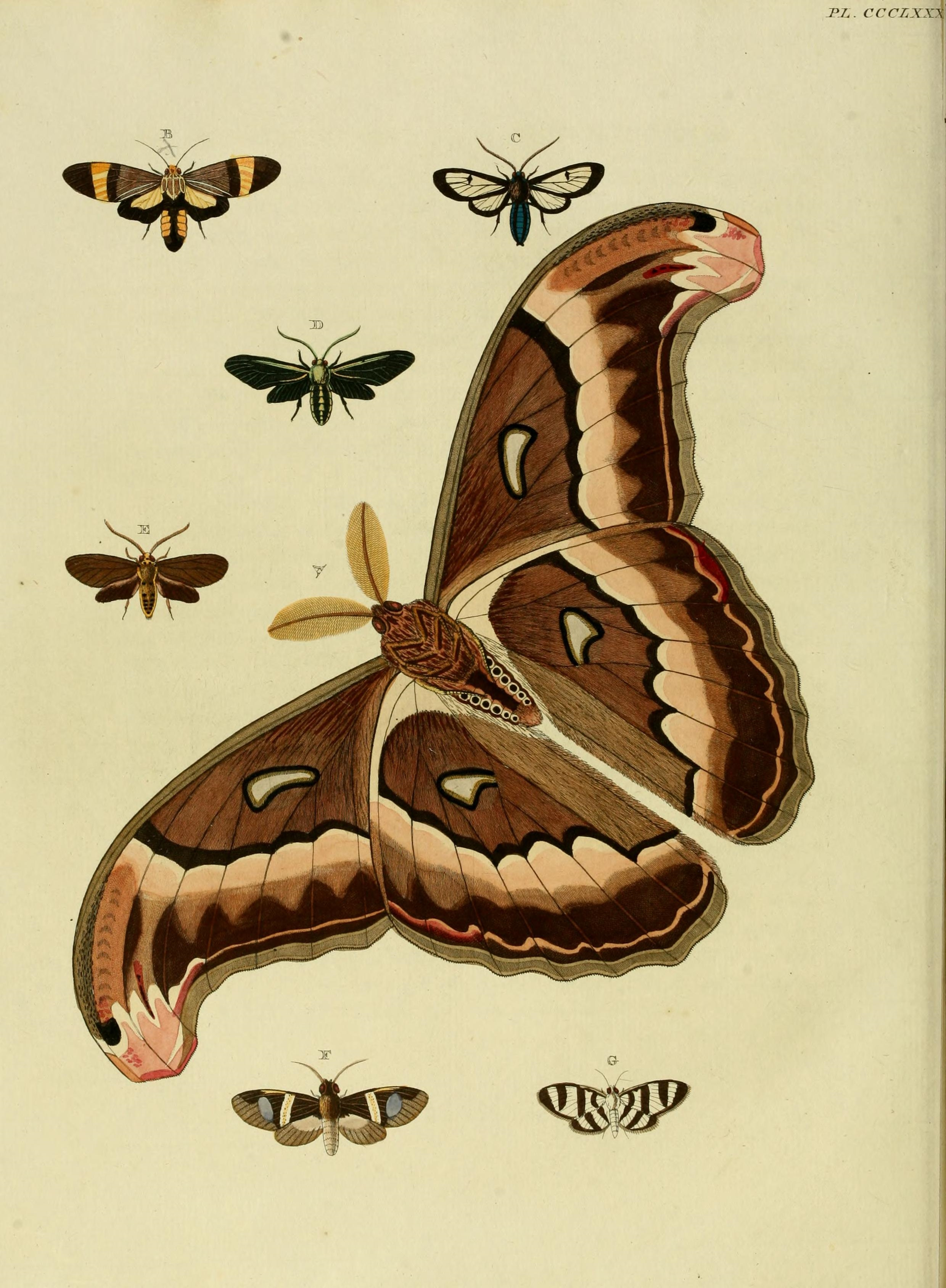